# Algemene verkiezingen in Liberia (1907)

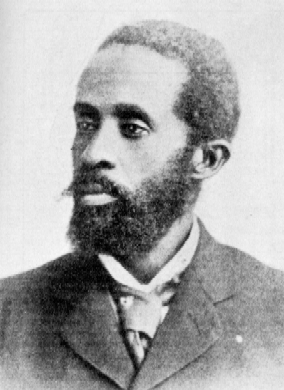
President Arthur Barclay.

De algemene verkiezingen in Liberia van 1907 vonden op 7 mei van dat jaar plaats en resulteerden in een overwinning voor zittend president Arthur Barclay van de True Whig Party. Ongeveer 6.500 mensen brachten hun stem uit. (Alleen de Americo-Liberiaanse elite had - behoudens enkele geassimileerde inlanders zoals Chiefs - stemrecht.)
De verkiezingen vonden tegelijkertijd met een referendum plaats waarin een meerderheid van 77,7% van de kiezers zich uitsprak voor het oprekken van het termijn van de president van twee naar vier jaar. De termijnen voor afgevaardigden en senatoren werd opgerekt van twee naar vier jaar (afgevaardigden) en van vier naar zes jaar (senatoren).
Alle zetels in het parlement gingen naar de True Whig Party.

## Bron
- (en)  African Elections Database: Elections in Liberia